# フクシマフーズ
フクシマフーズ株式会社は、福島県伊達郡桑折町に本社を置く食品加工メーカーである。

マルちゃんブランドの東洋水産株式会社の完全子会社。レトルト包装米飯や無菌包装米飯、雑炊を製造。

## 沿革
- 1957年 伊達食品株式会社を設立。
- 1971年 福島東洋株式会社に改称。
- 1997年 現社名に変更。
- 1998年 日本証券業協会（現:ジャスダック）に上場。
- 2005年 ISO14001環境マネジメントシステムを認証取得。
- 2009年 東洋水産の完全子会社となる。
- 2020年 FSSC22000食品安全マネジメントシステムを認証取得。